# 証拠方法
証拠方法（しょうこほうほう）とは、民事訴訟及び刑事訴訟において、裁判官がその五感によって取り調べることができる有形物をいう。

## 民事訴訟

### 種類
民事訴訟における証拠方法には、人的証拠（人証）と物的証拠（物証）がある。
- 人証：証人、鑑定人、当事者本人
- 物証：文書、検証物

### 手続き
その種類別に証拠調べの手続が定められ、
- 証人については証人尋問
- 鑑定人については鑑定
- 当事者本人については当事者尋問
- 文書については書証
- 検証物については検証

が、それぞれ行われる。

### 証拠能力
証拠方法として用いることのできる資格を証拠能力というが、民事訴訟においては、原則として証拠能力の制限はない。

## 刑事訴訟

### 種類
刑事訴訟における証拠方法には、人証、証拠物、証拠書類がある。
- 人証：証人、鑑定人

### 手続き
その種類別に証拠調べの手続が定められ、
- 証人については証人尋問
- 鑑定人については鑑定人尋問
- 証拠物については展示（刑事訴訟法306条）
- 証拠書類については朗読（同法305条）又は要旨の告知（刑事訴訟規則203条の2）

によって、それぞれ取り調べられる。

### 証拠能力
刑事訴訟においては、証拠能力が認められるには、
- 関連性があること
- 伝聞法則・自白法則に違反しないこと
- 違法収集証拠排除法則に反しないこと

など、制限がある。